# Chiritopsis lobulata
Chiritopsis lobulata är en tvåhjärtbladig växtart som beskrevs av Wen Tsai Wang. Chiritopsis lobulata ingår i släktet Chiritopsis och familjen Gesneriaceae. Inga underarter finns listade i Catalogue of Life.